# 华鳅
华鳅（学名：Sinibotia superciliaris）为輻鰭魚綱鯉形目沙鳅科华鳅属的鱼类，分布于澜沧江、四川东部盆地和盆周低山区江段均有分布、湖北宜昌、甘肃文县亦有分布等，體長可達15公分，棲息在岩石底質的溪流，生活習性不明。

## 扩展阅读
維基物種上的相關：华鳅